# Celestyna od Matki Bożej
Celestyna od Matki Bożej (Donati), właśc. wł. Maria Anna Donati (ur. 26 października 1848 w Marradi w Toskanii, zm. 18 marca 1925 we Florencji) – założycielka Zgromadzenia Sióstr Ubogich św. Józefa Kalasantego, błogosławiona Kościoła rzymskokatolickiego.

## Życiorys
Urodziła się 26 października 1848 roku w Marradi. W 1861 roku mając 13 lat przystąpiła do Pierwszej Komunii Świętej. Gdy miała 33 lata w (1881 r.) zmarła jej matka.
W 1888 roku w wieku 40 lat poczuła powołanie do życia zakonnego. W 1889 założyła zgromadzenie Sióstr Ubogich św. Józefa Kalasantego (siostry kalasancjanki) troszczące się o zaniedbane dziewczęta, zwłaszcza córki więźniów. Po złożeniu ślubów zakonnych przyjęła imię Celestyna od Matki Bożej.
S. Celestyna w życiu duchowym kierowała swoje modlitwy w stronę Chrystusa Ukrzyżowanego:

Ciebie, o Ukrzyżowany, często muszę się radzić, Ciebie poznawać, Ciebie słuchać ulegle

Zmarła mając 76 lat w opinii świętości.
Została beatyfikowana przez papieża Benedykta XVI w dniu 30 marca 2008 roku. Aktu dokonał, z upoważnienia papieża, prefekt Kongregacji Spraw Kanonizacyjnych kard. José Saraiva Martins.